# Стежару (Васлуй)
Стежару (рум. Stejaru) — село у повіті Васлуй в Румунії. Входить до складу комуни Пунджешть.
Село розташоване на відстані 267 км на північ від Бухареста, 31 км на захід від Васлуя, 55 км на південь від Ясс.

## Населення
За даними перепису населення 2002 року у селі проживали 272 особи.
Національний склад населення села:
| Національність | Кількість осіб | Відсоток |
| -------------- | -------------- | -------- |
| румуни         | 169            | 62,1%    |
| цигани         | 103            | 37,9%    |

Рідною мовою назвали:
| Мова      | Кількість осіб | Відсоток |
| --------- | -------------- | -------- |
| румунська | 228            | 83,8%    |
| циганська | 44             | 16,2%    |